# Hesydrus palustris
Espèce
Synonymes
- Trechalea monticola Chamberlin, 1916

Hesydrus palustris est une espèce d'araignées aranéomorphes de la famille des Trechaleidae.

## Distribution
Cette espèce se rencontre en Bolivie, en Équateur et au Pérou.
Sa présence est incertaine au Panama et en Argentine.

## Description
La carapace du mâle décrit par Carico en 2005 mesure 5,0 mm de long sur 4,5 mm de large et celle de la femelle mesure 5,6 mm de long sur 5,5 mm de large.

## Publication originale
- Simon, 1898 : Descriptions d'arachnides nouveaux des familles des Agelenidae, Pisauridae, Lycosidae et Oxyopidae. Annales de la Société entomologique de Belgique, vol. 42, p. 1-34 (texte intégral).